# Hail to England
Hail to England är det tredje studioalbumet av det ameikanska heavy metal/power metal-bandet Manowar, utgivet 1984 av skivbolaget Music for Nations.

## Låtlista
Sida A
1. "Blood of my Enemies" – 4:15
2. "Each Dawn I Die" – 4:16
3. "Kill With Power" – 3:55
4. "Hail to England" – 4:24

Sida B
1. "Army of the Immortals" – 4:24
2. "Black Arrows" – 3:03
3. "Bridge of Death" – 8:58

Text & musik: Joey DeMaio (spår A1, A3, A4, B2, B3), DeMaio/Ross Friedman (Ross the Boss) (spår A2, B1)

## Cover-versioner
- "Blood of My Enemies" spelades in av det svenska death metal-bandet Edge of Sanity till albumet The Spectral Sorrows (1993).[4]
- "Blood of My Enemies" finns på det italienska power metal-bandet Power Symphonys EP Futurepast (2002).[5]
- "Blood of My Enemies" spelades in av det ryska pagan metal-bandet  Рарогъ, till albumet Сыны Сокола, under namnet "Кровь Наших Врагов".[6]
- "Blood of My Enemies" spelades in av heavy metal-bandet Ross the Boss (tidigare medlem i Manowar) 2017.[7]
- "Kill with Power" spelades in av det svenska melodisk death metal-bandet Arch Enemy till EP:n Dead Eyes See No Future (2004).[8]
- "Kill With Power" finnas på singeln "Black Flames and Blood" (2002) med det finska black metal/doom metal-bandet Barathrum.[9]
- "Each Dawn I Die" spelades in av det grekiska black metal-bandet Necromantia till EP:n Ancient Pride (1997).[10]

## Medverkande
Manowar-medlemmar
- Ross the Boss – gitarr, keyboard
- Joey DeMaio – basgitarr (4-strängs och 8-strängs), baspedaler
- Eric Adams – sång
- Scott Columbus – trummor, percussion

Produktion
- Jack Richardson – producent
- John Petri, Robin Brouwers, Joe Primeau – ljudtekniker
- Joe Brescio – mastering
- Frank Cangelosi – omslagsdesign
- Ken Landgraf – omslagskonst